# Buddha

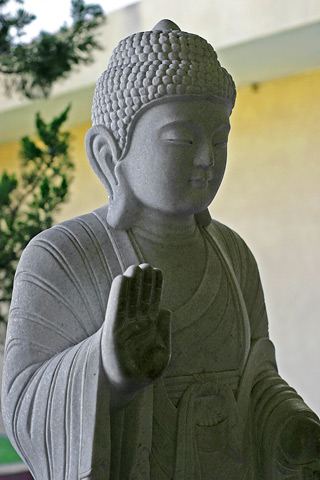
Imagine în piatră a lui Buddha.

Buddha (literal „Cel Treaz”,  din rădăcina: √budh, "a trezi") este un titlu folosit în budism pentru toți cei care și-au împlinit potențialul de dezvoltare personală, descoperindu-și luminarea (bodhi), deși este adesea folosit pentru a se referi la Siddhartha Gautama, fondatorul budismului.
În general budiștii nu îl consideră pe Siddhartha Gautama — care a trăit aproximativ între 623 și 543 î.Hr., și a obținut bodhi în circa 588 î.Hr. — ca fiind primul sau ultimul Buddha. Din punctul de vedere al doctrinei budismului clasic, „Buddha” este oricare persoană care redescoperă Dharma și atinge luminarea, adunând suficientă karma pozitivă pentru a reuși în acest scop. Au existat multe astfel de ființe de-a lungul timpului cosmic. Deci Gautama Buddha (cunoscut sub numele religios de Shakyamuni) este un membru al unei linii spirituale de Buddha supremi, care vine din trecutul întunecat și merge în viitorul îndepărtat. Predecesorul său imediat a fost Dipankara Buddha, și succesorul său va fi numit Maitreya.
Budismul recunoaște trei tipuri de Buddha, dintre care termenul simplu de „Buddha” este rezervat primului tip, acela de Samyaksam-buddha (Pali: Samma-Sambuddha). Obținerea Nirvanei este același lucru, dar un Samyaksam-buddha deține mai multe calități și capacități decât celelalte două tipuri. 
Istoricul, vechiul Buddha pare să se fi prezentat nu ca zeu sau mântuitor, ci ca un profesor capabil să ghideze ființele simțitoare în afara samsarei. Totuși, multe forme ale budismului recunosc tipul de mântuitor. Diferențele teoretice dintre Buddha, bodhisattva, dharmapala (zeități protectoare), yidam ("zeități tutelare"), și "zei" (Sanskrit deva, Tibetană lha) dispar în practică. În orice caz, toți sunt văzuți în contextul budismului ca fiind fără existență fizică, calitate pe care nicio religie teistică n-ar oferi-o "zeului" său. Anumite învățături ale lui Buddha din unele sutra Mahayana se opun cu fermitate ideii că nici Buddha (în stadiul extraordinar de Dharmakaya) nu este într-adevăr real pentru eternitate (vezi secțiunea "Eternul Buddha" de mai jos): potrivit acestei doctrine mai puțin răspândite, doar tărâmul samsara nu are esență eternă, pe când dacă atribuim aceeași caracteristică lui Buddha, comitem o gravă ofensă și ne îndepărtăm periculos de la calea autenticei Dharma (vezi: Nirvana Sutra).

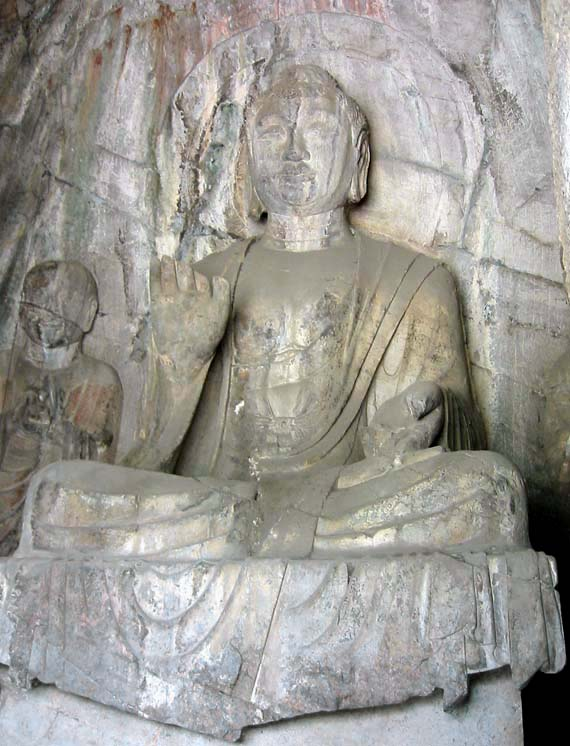
Sculptură din timpul dinastiei Tang a lui Buddha Amida, găsită în Peștera Templului Izvorului Ascuns din Grotele Longmen (China).

Fericirea din Nirvana, conform budismului, este accesibilă tuturor ființelor - deși ortodoxismul presupune că mai întâi trebuie să te naști ca om. Accentuând această universalitate, budismul se referă la mulți Buddha și de asemenea la mulți bodhisattva - ființe încredințate Luminării, care jură:
- (din punctul de vedere al Nikaya) să își amâne propria Nirvana pentru a-i ajuta pe alții în drumul lor, sau
- (din punctul de vedere al Mahayana) să asigure Trezirea/Nirvana pentru ei înșiși întâi și doar apoi să continuie să elibereze toate celelalte ființe din suferință pentru totdeauna.

## Eternul Buddha Budist

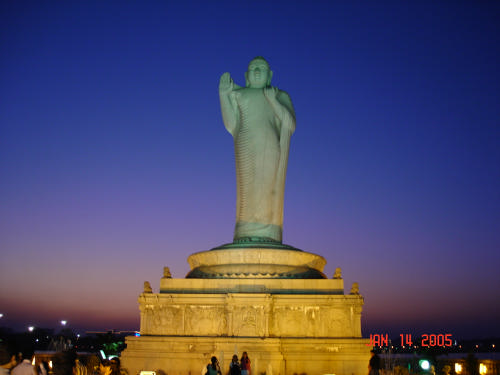
Statuie a lui Buddha în Hyderabad (India).

Ideea unui Buddha etern este o noțiune de obicei asociată cu scriptura Mahayana, Lotus Sutra. Acea sūtră ne arată că Buddha a devenit Treaz acum un număr infinit, nemăsurabil, de neconceput de miliarde de ere ("kalpas") și că viața sa este "pentru totdeauna existentă și interminabilă". Dintr-o perspectivă umană, se pare că Buddha a existat mereu. De fapt, însăși sutra nu conține în mod direct fraza "eternul Buddha"; totuși noțiuni similare se găsesc în alte scripturi Mahayana, notabilă fiind Mahaparinirvana Sutra, care îl prezintă pe Buddha ca cel mai real, eternul ("nitya"/ "sasvata"), neschimbătorul, preafericitul, purul Eu (Atman) care, ca și Dharmakaya, nu cunoaște început sau sfârșit. Regele Tantra Atoate-Creator conține în plus o viziune panteistică a lui Samantabhadra Buddha ca eternul, primordialul Buddha, Mintea Trezită a bodhi, care spune: "Din vremurile antice, eu sunt Buddha celor trei timpuri [trecut, prezent și viitor]." Noțiunea unui Buddha etern găsește poate rezonanță în ideea mai timpurie a unei eterne Dharma/Nirvana, despre care se zice că este întrupată în Buddha.
Doctrina unui Buddha etern nu este, în orice caz, o trăsătură a budismului Theravada. Bătrânii Școlii de Budism, care susține că păstrează învățăturile originale ale lui Buddha încă de la primul mare recital (al doilea a condus la divizarea în Theravada și Mahayana), pun mare valoare pe cuvintele Maestrului că 'nimeni nu este etern', și cred că până și viața celor luminați are, într-adevăr, un sfârșit.
De asemenea, în Theravada apare și noțiunea de anatta, ca una dintre 'trilakshana' (cele trei caracteristici ale realității): aceasta reprezintă ideea că nu există o entitate definită, fixată, neschimbătoare constituind o "persoană" care trece dintr-o viață în alta; interpretarea Theravadină (ca și cea a majorității școlilor budiste) asupra "anatta" neagă de asemenea existența unui suflet fixat, neschimbător, personal. 
Conceptul care ia locul sufletului este 'Bhava' ("devenirea"), care este un flux continuu de energii proiectate karmic, care derivă din și dau naștere gândurilor și emoțiilor.
Pe de altă parte, Budismul Mahayana consideră aceste învățături ca fiind incomplete și oferă doctrina complementară a unei Individualități pure (ipostaza eternă, deși nesubstanțială, a lui Buddha) care nu mai generează karma și care există pentru eternitate în tărâmul Nirvana, din sfera căruia poate fi trimis ajutor ființelor lumești suferinde sub forma unor diverși Buddha fizici tranzitorii ("nirmanakayas"). Deși corpurile acestor Buddha întrupați sunt pradă bolilor, degradării și morții - ca toate lucrurile nepermanente - Tathagata salvatoare sau Dharmakaya din spatele lor este întotdeauna liberă de neputință, nepermanență sau mortalitate. Este acest Dharmakaya-Buddha transcendent și totuși omniprezent cel care este prezent în anumite sutre Mahayana importante și prezentat ca fiind inșanjabil și etern și este legat foarte strâns de însăși Dharma. Conform Mahayana Mahaparinirvana Sutra, ființele lumești nu reușesc să vadă eternitatea lui Buddha și a Adevărului său (Dharma). Buddha comentează acolo: "Eu spun că cei care nu știu că Tathagata Buddha este etern sunt cei orbi din punct de vedere congenital." Această opinie, trebuie notat, este străină de Budismul Theravada obișnuit. Buddha s-a născut si a trait în Nepal.

## 32 de Semne ale lui Buddha
1.   Calcă cu toată talpa odată

2.   Tălpile si palmele îi sunt imprimate cu semnul celor 1.000 de roți

3.   Are călcâie ascuțite

4.   Are degetele de la mâini și de la picioare lungi

5.   Are mâini și picioare fine și fragile

6.   Are membrane interdigitale la mâini și picioare

7.   Are picioare arcuite

8.   Picioarele sale sunt ca cele ale unei antilope

9.  Când stă în picioare, mâinile îi ajung până la genunchi

10. Organul său masculin este acoperit cu o teacă

11. Tenul lui are o strălucire aurie

12. Pielea lui e atât de fină încât nici praful nu se poate depune pe ea

13. Fiecare fir de păr de pe pielea lui crește dintr-un singur por

14. Părul de pe pielea lui este negru-albăstrui, creț și îndreptat spre dreapta

15. Membrele sale sunt drepte ca cele ale unui zeu

16. Există șapte suprafețe covexe pe suprafața corpului său - patru îndărătul membrelor, două îndărătul umerilor și una în spatele trunchiului

17. Toracele său este ca acela al unui leu

18. Ridul dintre umerii săi este absent

19. Corpul său e perfect proporționat - anvergura brațelor este egală cu înălțimea

20. Gâtul și umerii săi sunt echilibrat proporționați

21. Gustul său este extrem de sensibil

22. Maxilarele sale sunt ca cele ale unui leu

23. Are 40 de dinți

24. Dinții lui sunt la fel

25. Nu are spații între dinți

26. Dinții lui sunt albi și strălucitori

27. Are o limbă lungă

28. Are o voce divină

29. Are ochii de un albastru intens

30. Are genele lungi

31. Are păr alb moale crescând între sprâncene

32. Capul său are forma unui turban

## Nume ale lui Buddha
În cele mai multe țări Theravada, există un obicei al Budiștilor să țină festivaluri complexe pentru a-i onora pe cei 28 de Buddha. În Cronici ale Buddha (Buddhavamsa), se face referire la doar 24 de Buddha apăruți înaintea lui Gautama Buddha.
Următoarele sunt numele celor 28 de Buddha:
1. Tanhankara, 
2. Medhankara, 
3. Saranankara, 
4. Dipankara, 
5. Kondnna, 
6. Managala, 
7. Sumana, 
8. Revata, 
9. Sobhita, 
10. Anomadassi, 
11. Paduma, 
12. Narada, 
13. Padumuttara, 
14. Sumedha, 
15. Sujata, 
16. Piyadassi, 
17. Atthadassi, 
18. Dhammadassi, 
19. Siddhatta, 
20. Tissa, 
21. Pussa, 
22. Vipassi, 
23. Sikhi, 
24. Vessabhu, 
25. Kakusandha, 
26. Konagamana, 
27. Kassapa, 
28. Gautama.